# Джонатан Брек
Джонатан Реймонд Брек (англ. Jonathan Raymond Breck; нар 17 лютого 1965) — американський актор. Найвідомішою його роботою є роль антагоністичної демонічної істоти у трилогії жахів «Джиперс Кріперс». Крім того, знявся в низці фільмів і телесеріалів: «Beat Boys, Beat Girls», «Запитайте Сінді», «Павуки», «Замужем за монстра», «JAG», «Зоряний шлях: Вояжер», «VIP», «Push».

## Фільмографія
| Рік  | Українська назва          | Оригінальна назва               | Роль                    |
| ---- | ------------------------- | ------------------------------- | ----------------------- |
| 2017 | Джиперс Кріперс 3         | Jeepers Creepers 3              | Кріпер                  |
| 2016 | Кожному своє              | Everybody Wants Some!!          | тренер Гордон           |
| 2013 | Паркленд                  |                                 | Вінстон Лавсон          |
| 2011 | Діти шпигунів 4D          |                                 | босс Вілбура            |
| 2011 | Маскарад                  | Maskerade                       | Леонард                 |
| 2009 |                           | Into Shadows                    | Деріл Дженкінс          |
| 2009 | Камінь бажань             | Shorts                          | охоронець               |
| 2009 |                           | The Carbon Copy                 | Сем Карбон              |
| 2008 |                           | Will to Power                   | тренер Скотт Гартман    |
| 2017 | Дотмен                    | The Dot Man                     | Віллард                 |
| 2008 | Буш                       | W.                              | Corn Dog                |
| 2008 | Останній день майбутнього | Evilution                       | колонель Серна          |
| 2008 | Сторож                    | I The Caretaker                 | The Limo Driver         |
| 2008 | У променях слави          | Friday Night Lights (TV Series) | рекрут Оклахома         |
| 2007 | Несподіване кохання       | Be My Baby                      | режисер                 |
| 2007 | Спостерігачі              | Dreamland                       | Блейк                   |
| 2007 |                           | Dead Write                      | Річард Гоффс            |
| 2004 |                           | I Left Me                       | Адам Паніззон / клон    |
| 2003 |                           | Beat Boys Beat Girls (Short)    | Морт Лівінгстон         |
| 2003 |                           | Jfets-D (Short)                 | Вудвард                 |
| 2003 | Джиперс Кріперс 2         | Jeepers Creepers II             | Кріпер                  |
| 2002 |                           | On the Edge                     | коп #1                  |
| 2002 |                           | Man in Striped Pajamas (Short)  | Чоловік                 |
| 2001 | Запитайте Сінді           | Good Advice                     | Balding Man             |
| 2001 | Джиперс Кріперс           | Jeepers Creepers                | Кріпер                  |
| 2001 | Військово-юридична служба | JAG                             | сержант морської піхоти |
| 2001 |                           | Full Circle (Short)             | Стів                    |
| 2000 | Павуки                    | Spiders                         | Джейкобс                |
| 1999 | Зоряний шлях: Вояжер      | Star Trek: Voyager              | Д'їнг Борг              |
| 1998 |                           | V.I.P.                          | Ірвінг Мілбрук          |
| 1998 | Замужем за монстра        | I Married a Monster             | друг #2                 |